# Björngöl (Blackstads socken, Småland)
Björngöl är en sjö i Västerviks kommun i Småland och ingår i Botorpsströmmens huvudavrinningsområde.